# Live to Tell
«Live to Tell» es una canción interpretada por la cantante estadounidense Madonna, incluida en su tercer álbum de estudio, True Blue (1986). Originalmente compuesta por Patrick Leonard para la banda sonora de la película Fire with Fire, la canción fue presentada a Madonna, quien decidió utilizarla para el filme de su entonces esposo Sean Penn, At Close Range. Ambos la produjeron y posteriormente fue incluida en el disco y publicada el 26 de marzo de 1986 como el primer sencillo, por las compañías Sire y Warner Bros. También figuró como una remezcla en el primer recopilatorio de la cantante, The Immaculate Collection (1990), y en su versión original en los discos Something to Remember (1995) y Celebration (2009).
La canción incluye guitarras, teclados, tambores y un sintetizador como su instrumentación, y la letra detalla el engaño, la desconfianza y las cicatrices de la infancia. También habla sobre ser fuerte, en la cual Madonna recordó en una entrevista que pensó en su relación con sus padres mientras componía la canción. El vídeo musical, dirigido por James Foley, mostró su primer cambio de imagen, que incluía un estilo más limpio, el cabello rubio dorado y ondulado hasta los hombros y un maquillaje pálido y sutil; este aspecto atenuado fue inspirado por la actriz estadounidense Marilyn Monroe. Desde el punto de vista comercial, cosechó un éxito en la mayor parte del mundo, pues llegó a la cima en Canadá, Italia, la Unión Europea y los Estados Unidos, donde en este último país se convirtió en su tercer número uno en la lista Billboard Hot 100. Además, ocupó los cinco primeros puestos en los rankings de Bélgica, Irlanda, Noruega, los Países Bajos, el Reino Unido y Suiza.
«Live to Tell» obtuvo reseñas muy positivas de los críticos y periodistas musicales, quienes elogiaron el cambio en la voz de Madonna y la nombraron una de las mejores baladas de su carrera. Además, figuró en numerosas listas de sus mejores canciones, tales como Rolling Stone, Jenesaispop, Boston.com y PopMatters, entre muchos otros. Madonna interpretó el tema en cuatro de sus giras musicales: Who's That Girl (1987), Blond Ambition (1990), Confessions (2006) y The Celebration Tour (2023-2024). En el Confessions Tour, la presentación causó controversia cuando Madonna la interpretó usando una corona de espinas mientras colgaba en una cruz gigante de espejos. Numerosos grupos religiosos instaron a los espectadores a boicotear los conciertos de Alemania y Rusia e incluso el Vaticano lo tachó de blasfemo y hostil hacia la Iglesia católica. Por otro lado, numerosos artistas versionaron «Live to Tell» desde su lanzamiento, entre los que se destaca al guitarrista estadounidense Bill Frisell, la cantante italiana Lucrezia y la banda de new wave Berlin, por citar algunos.

## Antecedentes y composición
Luego de que Madonna finalizó su primera gira The Virgin Tour, le pidió a los productores Patrick Leonard y Stephen Bray que compusiesen algunas canciones con ella y produjeran su tercer álbum de estudio, True Blue (1986). Leonard creó «Live to Tell» originalmente para la banda sonora de la película de drama romántico de Paramount, Fire with Fire. Al respecto, comentó: «Mis mánagers representaban al sujeto que estaba dirigiendo la película; fue su primer largometraje. Vi un trozo de ella y tenía el guion. Compuse un tema y dije, "¿Y si consigo a Madonna para escribir las letras para ella [la canción]?"».
Sin embargo, Paramount rechazó la canción pues creía que Leonard no era capaz de crear la música para el filme. Fue entonces cuando se la presentó a Madonna y decidió usarla en At Close Range, la nueva película de su entonces esposo, el actor Sean Penn. La intérprete añadió varias líneas al tema e hizo una maqueta en un casete. Luego, se lo mostró al director, James Foley, y tras escucharlo decidió contratar a Leonard como la persona que escribiría la partitura, según las sugerencias de Madonna.
En ese entonces, el compositor se encontraba trabajando con Michael Jackson en algunas transcripciones para su álbum Bad cuando Penn lo llamó a la casa de Foley; allí, supo que Madonna le había sugerido componer la partitura para At Close Range y además le había preguntado quién cantaría «Live to Tell», puesto que el tema había sido creado desde la perspectiva de un hombre. Aunque en un principio había previsto una voz masculina para la interpretación, decidió elegir a Madonna como la vocalista y utilizó la versión de la maqueta como la voz principal con solo tambores de fondo. Posteriormente Leonard recordó: «Regrabamos la tonada, pero usamos la misma vocalización que ella cantó en el demo, porque la encontramos llena de inocencia y timidez. Se trató de algo en su estado natural, lo que contribuyó a que resultara encantador». Por su parte, Madonna declaró, en una entrevista de 1986, que el humor en la canción fue inspirado por una faceta diferente de su cambio de imagen y su deseo de concentrarse en algo diferente. «Live to Tell» se incluyó como la cuarta pista en True Blue y posteriormente figuró en sus álbumes recopilatorios The Immaculate Collection (1990), Something to Remember (1995) y Celebration (2009).

## Descripción
«Live to Tell» es una balada pop, con instrumentación de fondo de teclados, sintetizadores, una guitarra funk y una mezcla de tambores sintetizados y reales. Según la partitura publicada en Musicnotes.com por Alfred Publishing Co., Inc., se establece en un compás de 4/4, con un tempo moderado de 112 pulsaciones por minuto, y está compuesta en la tonalidad de fa mayor. Inicia con una introducción instrumental realizada por un sintetizador con los pedales de bajo en re menor; luego, la nota cambia a su tonalidad relativa, fa mayor. El registro vocal de Madonna abarca dos octavas, de sol3 a sol5. A medida que comienza a cantar el primer verso, el pedal de bajo cambia a do mayor y vuelve a hacerlo en el estribillo, pasando a fa y de nuevo a re menor durante el cierre del mismo. Este proceso se repite en la segunda estrofa y el estribillo, que termina abruptamente en un silencio, con solo el sonido «bajo y sin vida» del sintetizador, establecido en re menor. Luego, Madonna canta las líneas del puente —If I ran away, I'd never have the strength to go very far («Si escapara, nunca tendría la fuerza de ir muy lejos»)— entre las tonalidades de re y fa para cerrar con la repetición del estribillo, hasta que la canción se desvanece gradualmente.
La letra de «Live to Tell» retrata la complejidad del engaño y la desconfianza. No obstante, también habla acerca de las marcas de la infancia y tiene un tono emocional y extremo. Según el libro The Heart of Rock & Soul, de Dave Marsh, el arquetipo de canciones como «Live to Tell» era «The Great Pretender» (1955) de The Platters. Sal Cinquemani, de Slant Magazine, declaró que la línea If I ran way, I'd never have the strength to go very far reescribió las reglas de lo que una canción pop debía sonar y debatió sobre la unidad inquebrantable de Madonna por la fama y la aceptación. Durante el estribillo, descrito por Enio Chiola de PopMatters como «desgarrador», Madonna canta: A man can tell a thousand lies / I’ve learned my lesson well / Hope I live to tell / The secret I have learned, ‘till then / It will burn inside of me —«Un hombre puede decir mil mentiras / Aprendí bien mi lección / Espero vivir para contar / El secreto que he aprendido, hasta entonces, / Me quemará por dentro»—. Para Scott Kearnan, de Boston.com, ofrece una canción madura y melancólica acerca de soportar el peso de un secreto enigmático y lidiar con un pasado doloroso, y Nick Levine, un crítico del sitio británico Digital Spy, opinó que discute el abuso infantil en el tema. Al hablar sobre «Live to Tell» en una entrevista, la artista comentó: «He pensado en mi relación con mis padres y la mentira que se desató. La canción trata sobre ser fuerte y cuestionar si puedes ser tan fuerte, pero, en última instancia, [de] sobrevivir». Este comentario se refleja en las líneas del puente If I ran away, I’d never have the strength / To go very far / How could they hear the beating of my heart / Will it grow cold / The secret that I hide, will I grow old / How would they hear / When would they learn / How would they know —«Si escapara, nunca tendría la fuerza de ir muy lejos / ¿Cómo podrían escuchar los latidos de mi corazón? / ¿Se pondrá frío? / El secreto que guardo, ¿me hará envejecer? / ¿Cómo escucharán? / ¿Cuándo aprenderán? / ¿Cómo sabrán?»—.

## Recepción crítica

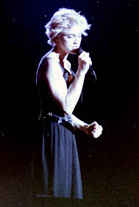
«Live to Tell» recibió los elogios de los críticos, quienes la calificaron como una de las mejores baladas de la cantante. Además, el cambio en su voz también recibió opiniones positivas. En la imagen, Madonna cantando el tema durante su gira Who's That Girl World Tour (1987)

«Live to Tell» obtuvo los elogios de los críticos y periodistas musicales. Sal Cinquemani, de la revista en línea Slant, calificó a la canción de «notable» y señaló que no era solo un primer sencillo «valiente», sino una declaración de sí misma. Stacy Mannion, editora y periodista de Yahoo!, la nombró una «balada poderosa» y señaló que deja al lector preguntándose qué secreto mantiene la cantante cuando pronuncia las palabras will burn inside of me —«me quemará por dentro»—. Stephen Thomas Erlewine de Allmusic, en su reseña a True Blue, comentó que Madonna entrega una balada «enorme» que reescribe las reglas del adulto contemporáneo; en su crítica al recopilatorio The Immaculate Collection, el mismo autor la seleccionó como una de las canciones más destacadas del disco, junto a «Borderline», «Like a Virgin» (1984), «Into the Groove» (1985) y «Express Yourself» (1989). En una revisión disco por disco de Madonna, los periodistas de EMOL Iñigo Diaz y David Ponce afirmaron que con temas como «Live to Tell», «Open Your Heart», «La isla bonita» y «Papa Don't Preach», todos ellos incluidos en True Blue, «empezaba una nueva generación de hits». En su opinión a Something to Remember, Andy Orrell, de Entertainment Scene 360, le otorgó cuatro estrellas de cinco como calificación y expresó que «Live to Tell» empieza a fluirse luego del «hermoso riff». También, elogió el estribillo y señaló que «todo encaja bien». Adam Sexton, autor de Buscando desesperadamente a Madonna: En busca del significado de la mujer más famosa del mundo, sintió que «Live to Tell» se había hecho una compañera provocadora de «Papa Don't Preach», el segundo sencillo del álbum, al decir que «Madonna calculó apropiadamente la seguridad del silencio contra el deseo de aliviarse». Además, aprobó la producción y comentó que «la música sugiere a sí misma una aniquilación amenazada, un hecho que lo hace más inquietante». Allen Metz y Carol Benson, en The Madonna Companion: Two Decades of Commentary, creyeron que amplió sus horizontes y que era un tema convincente que lo interpretó con convicción. J. D. Considine, periodista de The Baltimore Sun, mencionó que «Live to Tell» logra su efecto mediante el fraseo, que adelanta al acompañamiento en algunos puntos y se arrastra por detrás del ritmo en otras partes, para reflejar la confusión emocional del personaje. J. Randy Taraborrelli, en su biografía Madonna: An Intimate Biography, le otorgó una respuesta positiva, lo que según él, era un vehículo de crecimiento para la cantante.
Varios periodistas acordaron en que «Live to Tell» era una de las mejores baladas de Madonna. Por ejemplo, S. Thomas Erlewine de Allmusic la consideró uno de sus mayores éxitos, en su opinión al disco Something to Remember. David Browne, de Entertainment Weekly, afirmó que el tema era una de las pocas tomas exitosas de Madonna como baladista, y Jim Farber, de la misma publicación, la llamó su «mejor balada hasta la fecha». Por su parte, Ken Tucker del mismo sitio también acordó en que «Live to Tell», como así también «Crazy for You» (1985) y «Take a Bow» (1994), era una de las baladas más exitosas en la carrera de la intérprete. Chris Gerard, de Metro Weekly, quedó satisfecho con el resultado; la nombró una «balada hermosa» y la incluyó dentro de las mejores canciones de True Blue. Michael Paoletta de Billboard, en su análisis a los tres primeros discos de Madonna, lo nombró, junto a los demás sencillos de True Blue, como una «gloria».
Uno de los puntos que la crítica elogió fue el cambio notable en la voz de Madonna. Así, Stacy Mannion de Yahoo! comentó que su registro tiene una sensación de blues en esta «canción extraña, pero hermosa». David Browne, de Entertainment Weekly, señaló que su voz llega a ser evidente e impresionante. Derek A., de la revista Teen Ink, opinó que la voz y la originalidad musical de la intérprete son suficientes para evitar la temida clasificación «bebop». Alfred Soto, de la revista en línea Stylus, destacó el conjunto de letras «que siguen siendo lo mejor» y la voz que «sufre con el valor de una vida de dolor que, sin embargo, se niega a compartir». Por el contrario, Randy Aaron, de Examiner.com, notó que era insuficiente técnicamente, pero fascinante y emocional. Aun así, señaló que llamaba la atención. Mark Savage, de la BBC, sintió que su voz «cruda» mostró una nueva profundidad emocional. Stephen Holden, en su reseña a True Blue para The New York Times, afirmó que «Live to Tell» prueba de que, vocalmente, Madonna no se limita a novedades pegadizas y melodías disco; ella puede robarse una balada importante. Jon Pareles, del mismo periódico, alabó la nueva voz ronca que introdujo para «Live to Tell». Por su parte, Erica Wexler, de la revista Spin, la nombró una canción «oscura», «temperamental» y «densa» con un misterio dramático. Continuó que «en esta historia sentimental de la inocencia perdida, Madonna transmite muy teatralmente un fatalismo perdido», y su voz «frágil» anhela por consuelo y curación cuando canta Will it grow cold? The secret that I hide, Will I grow old?. Finalmente, Edna Gundersen de USA Today, en una reseña muy positiva, la elogió al decir que podría ser la mejor canción de la historia.

### Reconocimientos
«Live to Tell» ha sido incluida en numerosas listas de las mejores canciones de Madonna. De este modo, Keith Caulfield, editora de la revista Billboard, elaboró un conteo de «Los 40 mayores éxitos de Billboard de Madonna», y quedó en el puesto número 8. Como reseña, Caulfield comentó: «Después de la locura de la era Boy Toy ("Juguete de chico") de la carrera de Madonna (1983-1985), sorprendió a muchos con "Live to Tell". La inolvidable balada fue compuesta parcialmente para la película At Close Range [...] y fácilmente alcanzó el número 1 en la Hot 100. La canción fue acompañada por un vídeo musical que introdujo a una Madonna decididamente atenuada al público — una de las primeras de la diva llamadas reinvenciones». El autor Sebas, del sitio web español Jenesaispop, la ubicó en la posición 39 del «Top 40: Madonna», y en él comentó que «el día que llegó el momento de demostrar que ella también era profunda, Madonna publicó esta balada en la que revela al mundo lo mentiroso que puede ser el hombre. A pesar de todo, no deja de ser mona». Rolling Stone incluyó al tema en el quinto puesto de los diez mejores de Madonna de todos los tiempos; al respecto, los editores de la revista escribieron que la balada es, podría decirse, «la más distintiva y excelente de la cantante» y la calificaron de «tan hiriente como melancólica». El equipo de redacción de HowStuffWorks?, en su ranking de las 25 canciones más populares de la artista, reconoció cómo «Live to Tell» le dio una imagen más madura, al abandonar el aspecto callejero por el de una adulta. Scott Kearnan, de Boston.com, colocó al sencillo en el vigésimo primer lugar de los treinta más destacados de la intérprete, y recalcó que es lo suficientemente ambigua para conectar con alguien y ser reinterpretada para diferentes fines. El tema quedó en el décimo lugar de las 100 canciones más sobresalientes de Madonna, elaborada por Louis Virtel de The Backlot; declaró que marcó un momento crítico en su carrera: antes, era una traviesa que secaba sus axilas en Desperately Seeking Susan, después, era una baladista seria que estaba dispuesta a romper las reglas de la radio y publicar una canción de seis minutos y veinte segundos. Por último, señaló que el tema era lo más cercano que la cantante había entregado a un «viaje sónico», y lo calificó como una aventura hermosa en «introspección». «Live to Tell» también apareció en las listas de VH1, Indiewire, Examiner.com y CBS Radio. Finalmente, Enio Chiola, de PopMatters, la situó en el segundo puesto en su lista de los «15 mejores sencillos de Madonna de todos los tiempos», solo detrás de «Into the Groove». Al respecto, declaró:

«"Live to Tell" se ha mantenido como la balada definitiva de Madonna que resume perfectamente quién es como persona, intérprete e ícono cultural. Es su mejor balada y su tercer sencillo número uno en los Estados Unidos. [...] Madonna sigue siendo una pequeña anhelando la grandeza y la aceptación que muchos de nosotros desean. Existe una vulnerabilidad en "Live to Tell" que raramente expone en relación a sus temores como ser humano, a la altura de las expectativas que construyó para ella misma, y cómo compara a aquellos que admira. [...] Madonna expuso su humanidad 20 años antes en "Live to Tell"».

## Recepción comercial

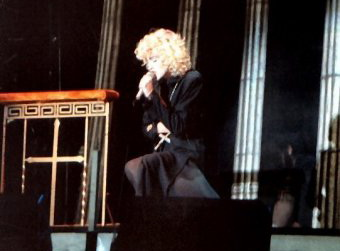
«Live to Tell» fue el tercer número uno de Madonna en la lista Billboard Hot 100; en la imagen, la artista interpretando un popurrí del tema y «Oh Father» (1989) durante uno de los conciertos de la gira Blond Ambition World Tour (1990)

Tras su publicación, «Live to Tell» obtuvo un éxito comercial en la mayor parte del mundo. En los Estados Unidos, se puso a la venta el 26 de marzo de 1986; el 12 de abril ingresó en el puesto número 49 de la Billboard Hot 100, y ocho ediciones después, llegó a la cima de la lista, por lo que se convirtió en el tercer número uno de Madonna en el país y en el segundo proveniente de una película, después de «Crazy for You». El éxito continuó en el conteo de adulto contemporáneo, donde permaneció tres semanas consecutivas en la cima y llegó al tercer lugar en Dance Single Sales. Para fin de año, se ubicó en los puestos 12 y 35 en Adult Contemporary y Hot 100, respectivamente. En Canadá también ocupó la primera posición de la lista RPM el 24 de mayo de 1986. Permaneció un total de veintitrés semanas y quedó en el segundo lugar al finalizar la temporada, solo detrás de «The Power of Love» (1985) de Jennifer Rush.
En Australia y Nueva Zelanda, el tema obtuvo resultados comerciales favorables luego de su lanzamiento; en el primero, llegó a la séptima posición en Kent Music Report, mientras que en el segundo país, a la sexta, el 8 de junio de 1986. La buena recepción siguió en los países de Europa, como en Italia y la Unión Europea, donde se ubicó en lo más alto de sus listas oficiales, y en Irlanda y Noruega obtuvo el segundo lugar. En el Reino Unido, el sencillo fue publicado el 14 de abril de 1986; diez días después ingresó en la décima posición del conteo UK Singles Chart. En su tercera semana, alcanzó su máxima posición en el número dos y solo «Rock Me Amadeus», del cantante austriaco Falco, impidió que llegara a la cima. Estuvo un total de trece semanas y en mayo de 1986 la British Phonographic Industry (BPI) le otorgó un disco de plata en representación a 200 000 copias en ese territorio; para abril de 2019, ya había vendido 331 000 unidades según Official Charts Company. En la región Valona de Bélgica y en los Países Bajos, ocupó el tercer lugar, mientras que en la región Flamenca y en Suiza, el cuarto. En Francia, obtuvo un disco de plata por la Syndicat National de l'Édition Phonographique (SNEP) tras haber vendido 250 000 unidades, y llegó a la sexta posición de su lista oficial el 12 de julio de 1986. Por último, «Live to Tell» llegó a los puestos once y doce en Suecia y Alemania, respectivamente.

## Vídeo musical

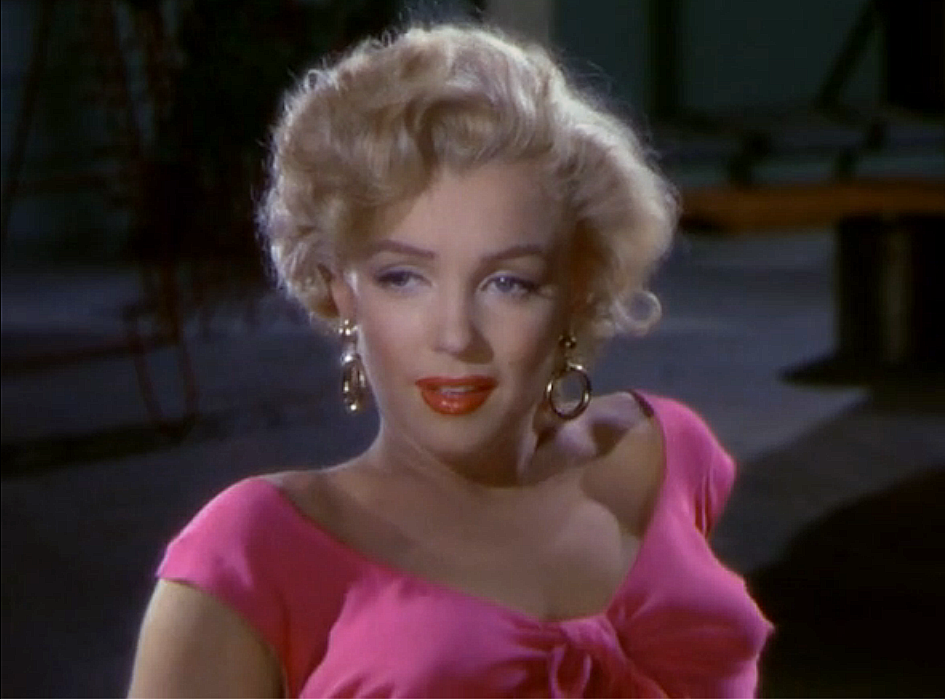
Para el vídeo musical de «Live to Tell», Madonna cambió su imagen a un estilo similar al de la actriz Marilyn Monroe (fotografía)

En diciembre de 1985, Madonna protagonizó la película Shangai Surprise donde redujo el tono de su apariencia, inspirado en la actriz Marilyn Monroe; la cantante volvió a usar ese look para el vídeo musical de «Live to Tell». En él su maquillaje era pálido y sutil, su cabello hasta los hombros era rubio dorado y ondulado, y su ropa consistía en un vestido floreado sencillo al estilo de los años 1930. Por otro lado, este vídeo fue el primero de la cantante en el que no incluyó una rutina de baile y, en su lugar, se añadió un «matiz de narración del mundo real», según Jon Pareles, del New York Times. Douglas Kellner, en su libro Media Culture: Cultural Studies, Identity, and Politics Between the Modern and the Postmodern, notó cómo la intérprete cambió su aspecto por el de una mujer sofisticada, joven y seria. En una entrevista con el crítico musical Stephen Holden, del New York Times, Madonna comentó sobre su nueva imagen:

«Después de un tiempo me cansé de llevar toneladas de joyería, quería limpiarme a mí misma. Veo mi nueva imagen como muy inocente, femenina y sencilla. Me hace sentir bien. Al crecer, admiré el tipo de mujer hermosa [y] glamorosa —desde Brigitte Bardot a Grace Kelly— que ya no parecen estar mucho aquí. Creo que es hora de que ese tipo de glamour vuelva. En la música pop en general, la gente tiene una imagen. [...] Soy lo suficientemente afortunada como para ser capaz de cambiar y aún ser aceptada. Si piensas en ello, eso es lo que hacen en las películas; desempeñan un papel, cambian actitudes, miradas y personajes. Creo que lo hago para entretenerme».

Además de At Close Range, Foley también dirigió el vídeo musical de la canción, mientras que David Naylor y Sharon Oreck estuvieron a cargo de la producción. El videoclip sirve como una campaña de publicidad para la película, ya que incluye escenas breves del filme donde se muestran los conflictos que el joven —interpretado por Sean Penn— siente. Las tomas de la película se separan visualmente de las de Madonna, que canta en un estudio oscurecido. A diferencia de sus anteriores videoclips, la cantante representa a un narrador, cuya canción comenta sobre la historia y en donde aparecen imágenes completamente diferentes de la acción narrativa.

## Presentaciones en directo

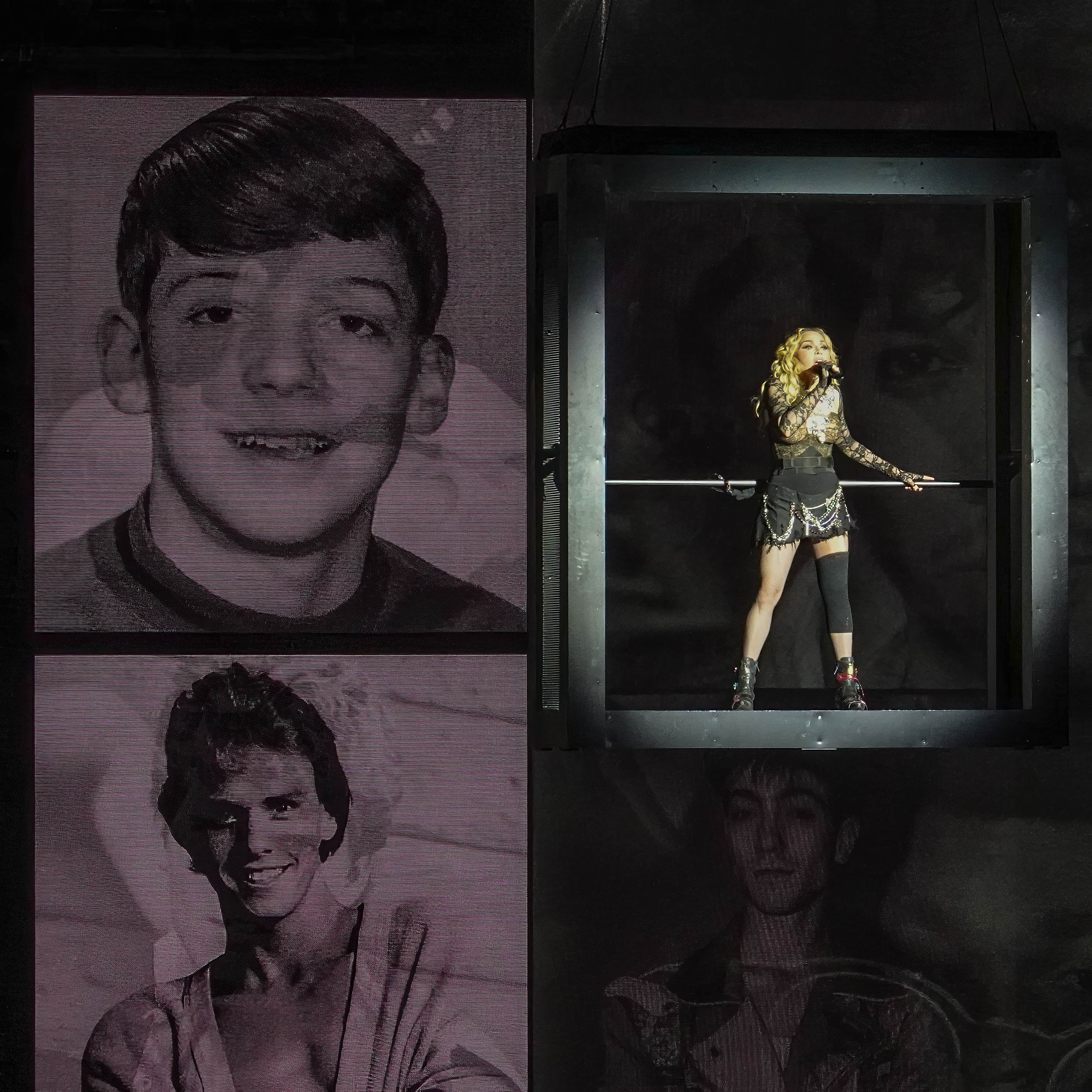
Madonna cantando «Live to Tell» durante la gira de 2023-2024 The Celebration Tour. Durante el número, las pantallas de fondo mostraban imágenes de personas fallecidas a causa del Sida

Madonna interpretó «Live to Tell» en cuatro de sus giras musicales: Who's That Girl World Tour (1987), Blond Ambition World Tour (1990), Confessions Tour (2006) y The Celebration Tour (2023-2024). La cantante estrenó la canción en un concierto benéfico realizado en el Madison Square Garden de Nueva York, con el fin de recaudar fondos para la investigación médica del Sida; dedicó el tema a la memoria de su amigo, el artista Michael Burgoyne. En el Who's That Girl, la interpretó de pie bajo un foco mientras vestía un conjunto negro con borlas, broches y cordones dorados, diseñados por Marlene Stewart. Scott A. Zamost y Elizabeth Snead, del Chicago Tribune, elogiaron cómo su voz mostró un registro fuerte en baladas como «Live to Tell». Don McLeese, del Chicago-Sun Times, sintió que la cantante demostró que podía vender una letra más convincente que un montón de cantantes con una voz diez veces mejor. Por último, Robert Hilburn, de Los Angeles Times, declaró que tuvo un sentimiento delicado y aceptado, que incluso algunos de sus mayores admiradores habrían imaginado posible, cuando hace cinco años la cantante colorida y controvertida saltó a las listas de pop con algunos éxitos dance lindos, pero ligeros. Dos presentaciones diferentes de esta gira se incluyeron en los álbumes de vídeo Who's That Girl – Live in Japan, filmado en Tokio, Japón, el 22 de junio de 1987, y Ciao Italia: Live from Italy, rodado en Turín, Italia, el 4 de septiembre del mismo año.
Tres años después, en el Blond Ambition, Madonna evocó imágenes católicas durante la presentación; vistió un caftán negro y un crucifijo de neón mientras cantaba en un banco de confesión, con columnas romanas y una plataforma completa de velas votivas. Greg Kot, del Chicago Tribune, consideró a las actuaciones de «Live to Tell», «Like a Virgin» (1984) y «Like a Prayer» (1989) como un punto culminante de la gira. Por su parte, Jon Pareles del New York Times acordó que la artista había estado trabajando con su voz y desarrolló una profundidad ronca que era apropiada para baladas como esta. Existen tres actuaciones diferentes: en los álbumes de vídeo Blond Ambition – Japan Tour 90, grabado en Yokohama el 27 de abril de 1990, en Blond Ambition World Tour Live, filmado en Niza el 5 de agosto de ese mismo año, y la última en el documental de 1991, Madonna: Truth or Dare.
Durante la actuación de «Live to Tell» en la gira Confessions Tour, de 2006, la cantante era elevada desde el piso colgando de una cruz de espejos; vestía una blusa roja y pantalones de terciopelo, con una corona de espinas sobre su cabeza. Durante la presentación, el número doce millones brillaba por encima de la cantante en las pantallas del escenario, junto con imágenes de niños africanos; esto fue ideado para detallar el número estimado de niños que han quedado huérfanos por el Sida en África. Al final de la actuación, se muestra en las pantallas una cita del Evangelio de Mateo, en el que menciona: «Estaba desnudo y me vestiste. Estaba enfermo y me cuidaste. Y Dios respondió: todo lo que hicieron con uno de estos abandonados, me lo hicieron a mí». La actuación recibió tanto comentarios positivos como negativos de la prensa. Por ejemplo, Ben Wener, de U-T San Diego, predijo que la actuación sería un tema candente en la gira, y Ben Wener, de Orange County Register, llamó la parte del puente como «especialmente cautivador». Christian John Wikane, de PopMatters, la consideró uno de los momentos más destacados del tour. El periódico español El Mundo mencionó, en su reseña al concierto de Roma, que fue el momento más esperado del recital. Jenesaispop dijo que «impresiona y se ajusta a otra de las letras a reinterpretar de la Salvadora Madonna». Por su parte, el canal español Antena 3 la incluyó en la lista de los 20 escándalos más polémicos de Madonna, elaborada en junio de 2012, y Matt Muro, de VH1, la ubicó en el número diez de las once controversias más destacadas de la artista.
Por el contrario, en una reseña menos positiva, Stephen M. Deusner de Pitchfork Media comentó que Madonna entrega una interpretación izada incómodamente a una cruz cubierta de espejos, «lo que no solo limita su respiración y fraseo, sino también nuestra capacidad para tomárnosla en serio». En la misma vena, Barry Walters de Rolling Stone no quedó satisfecho y mencionó que la versión fue menos exitosa y que el tono del espectáculo se oscureció tan de repente que una imagen, que podría haber sido conmovedora, resultó en cambio ampulosa. Ed Gonzalez, de Slant Magazine, en su opinión al concierto en el Madison Square Garden de Nueva York, sintió que el mensaje que Madonna quería transmitir no tenía efecto, debido a que la puesta en escena «mesiánica» distraía los mensajes multimedia que la rodeaban. Gonzalez opinó que no convencía totalmente de su sinceridad y que «Live to Tell» se convertía así en el único lapso moral grave del concierto. La actuación figuró en el álbum en vivo de la gira, The Confessions Tour, publicado el 30 de enero de 2007.
En el Celebration Tour, la cantó después de «Holiday» (1983); tras finalizar esta última con la «muerte simbólica» de un bailarín, Madonna lo cubre «tiernamente» con una gabardina, y procede a cantar el tema desde una «caja flotante» que se elevaba sobre el escenario y el público. Las pantallas de fondo mostraban imágenes de amigos de la cantante, activistas y artistas fallecidos a causa de la pandemia del Sida, entre ellos Keith Haring, Robert Mapplethorpe y Arthur Russell. En su reseña al concierto ofrecido en Barcelona, Mireia Pería de Jenesaispop se refirió al número como el «momento culminante del show», mientras que, para Kate Solomon del periódico británico i, fue una de las «actuaciones pop más conmovedoras».

### Controversia

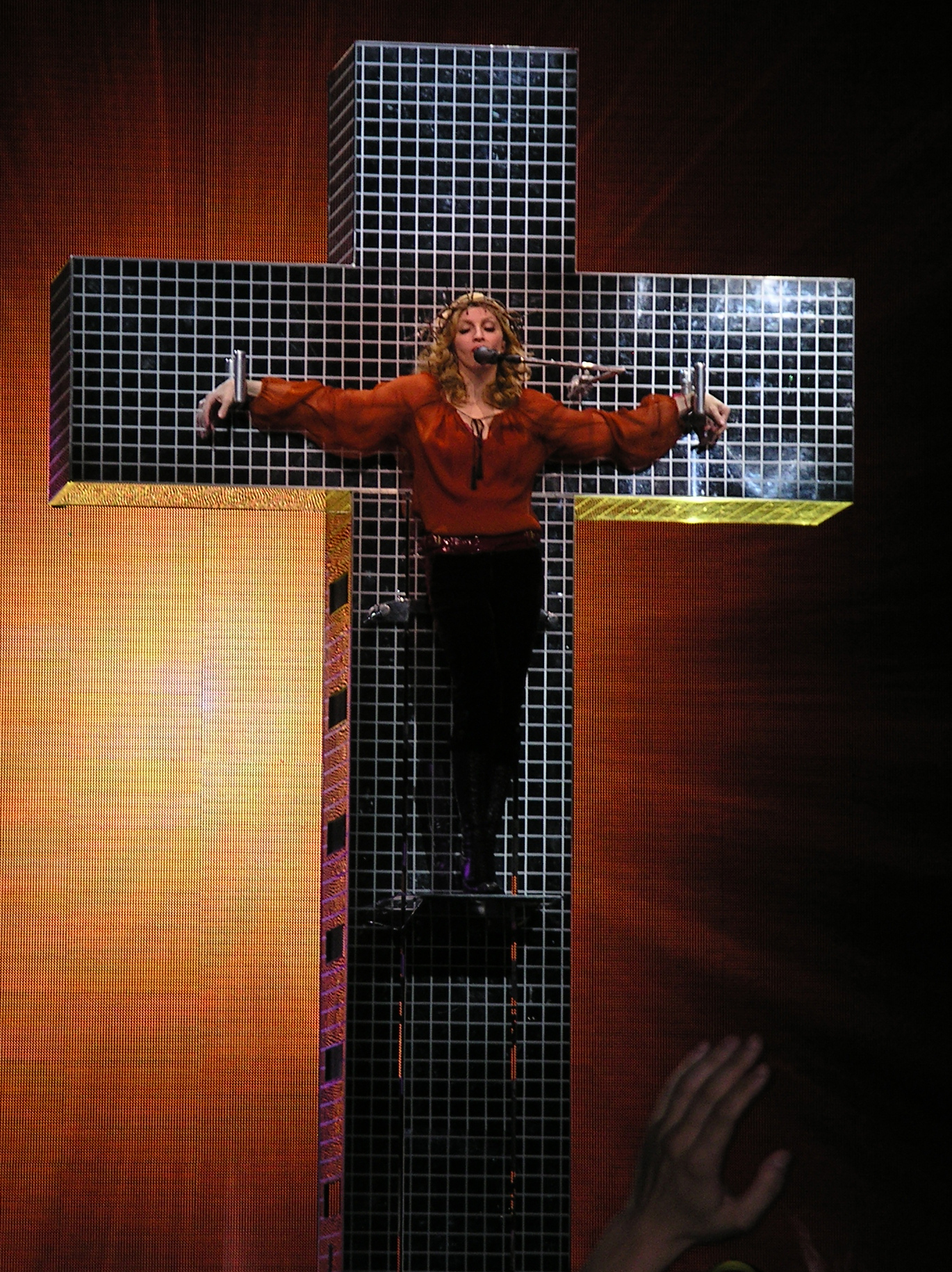
Durante la interpretación de «Live to tell» en la gira Confessions Tour (2006), Madonna vistió una blusa naranja y llevó una corona de espinas mientras colgaba de una cruz de espejos

Aunque la actuación de «Live to Tell» en el Confessions Tour contó con reseñas en general favorables, fue objeto de controversia y obtuvo críticas duras por parte de diversos grupos religiosos. Los fiscales alemanes en Düsseldorf amenazaron con demandar a la cantante por blasfemia, y la obispa protestante Margot Käßmann creyó que Madonna era mejor que eso, debido a que decía ser una persona religiosa: «Tal vez la única manera de que una superestrella envejecida pueda atraer atención es ofender los sentimientos religiosos de la gente». Además, recomendó a los espectadores boicotear los conciertos que la cantante ofreció en Alemania. Por su parte, tanto la Iglesia ortodoxa rusa como la Federación de comunidades judías de Rusia describieron la actuación como «amoral» y también instaron a todos los miembros a boicotear su siguiente espectáculo en Moscú. Al respecto, el portavoz del Patriarcado de Moscú, el padre Vsevolod Chapline, declaró que Madonna «explota los símbolos cristianos y trata de convertir las pasiones humanas, incluidas sus pasiones personales, en algo sagrado. No me parece que los creyentes ortodoxos deban apoyar a esta señora yendo a su concierto». Incluso, la cantante recibió amenazas de secuestro por parte de la mafia rusa si llevaba a cabo su presentación en la capital del país, aunque finalmente no hubo incidentes durante y después del concierto, pese a las advertencias. El concierto en el Estadio Olímpico de Roma —ubicado cerca del Vaticano— fue condenado como un acto de hostilidad y blasfemia hacia la Iglesia católica por los líderes religiosos y con el objetivo de «atraer publicidad». El cardenal italiano Ersilio Tonini lo llamó «un reto blasfemo a la fe» y una «profanación de la cruz», y pidió que Madonna fuese excomulgada. El reverendo Manfredo Leone, de la Iglesia de Maria Liberatrice a Monte Testaccio, lo describió de «mal gusto, irrespetuoso y provocativo» y, haciendo referencia a Madonna, declaró que «ser levantado en una cruz con una corona de espinas como un Cristo moderno es absurdo». Como respuesta, Madonna solicitó que el entonces papa Benedicto XVI asistiera al concierto de Roma; la portavoz de la cantante, Liz Rosenberg, declaró en un comunicado al diario italiano La Repubblica que al Papa «le gustaría el espectáculo y aplaudiría» a la artista, y que «debería ver con sus propios ojos la fuerza expresiva, la belleza y la humanidad de Madonna en la actuación».
Líderes musulmanes y judíos también se mostraron molestos a la presentación; Mario Scialoja, jefe de la Liga Musulmana de Italia, comentó que su idea es de pésimo gusto y que haría bien en «regresar a casa». Por su parte, Ricardo Pacifici, portavoz y vicepresidente de la comunidad judía de Roma, agregó que era un acto irrespetuoso, y hacerlo en Roma era aún peor. Debido al uso de imágenes de crucifixión, la actuación fue censurada en el especial Confessions Tour – Live from London, emitido el 22 de noviembre de 2006 en el canal estadounidense NBC; en su lugar, se mostró el vídeo de fondo de la presentación en vez de Madonna cantando en la cruz. Sin embargo, el sacerdote católico y teólogo Carlos Novoa le otorgó una opinión favorable a la actuación en el diario El Tiempo; en su reseña, escribió: «Con toda pena de algunos críticos, pero esto no se trata de una burla a la cruz sino de todo lo contrario: una exaltación del misterio de la muerte y resurrección de Jesús en su desvivirse por sus predilectos, los más sufridos, de una factura estética, artística y creativa impactante en absoluto. Tengo que confesar que "Live to Tell" es de los mejores sermones que he presenciado en mi vida, y no me cabe la menor duda que ha tocado el corazón de miles y miles».
Como respuesta, la portavoz de la cantante, Liz Rosenberg, negó que la actuación fuese insultante, al decir que el contexto de su interpretación en la cruz no era negativo ni una falta de respeto hacia la Iglesia. La cantante también mostró su punto de vista en el periódico The Sydney Morning Herald, donde explicó:

Estoy muy agradecida de que mi espectáculo fuese tan bien recibido por todo el mundo. Pero parece que hay muchas interpretaciones sobre mi aparición en la cruz y quería explicarlo yo misma de una vez por todas. 
 Hay un segmento en mi show donde tres de mis bailarines «confiesan» o comparten experiencias terribles de su infancia que finalmente superaron. Mi «confesión» sigue y tiene lugar en una cruz en la que finalmente desciendo. Esto no es una burla hacia la Iglesia. No es diferente a una persona que lleva una cruz o que «carga la cruz» como se dice en la Biblia. Mi actuación no es ni anticristiana, ni sacrílega ni blasfema. Por el contrario, es mi súplica al público a alentar a la humanidad de ayudarnos el uno al otro y ver el mundo entero unido. Creo en mi corazón que si Jesús estuviese vivo hoy, estaría haciendo lo mismo. 
 Mi intención específica es llamar la atención acerca de los millones de niños en África que están muriendo cada día y viven sin atención, sin medicamentos y sin esperanza. Estoy pidiendo a la gente que abran sus corazones y mentes para involucrarse de cualquier forma que puedan. No creo que Jesús se hubiese enfurecido conmigo y con el mensaje que estoy tratando de transmitir. Jesús nos enseñó que debemos amar a nuestro prójimo. 
 Por favor no juzguen sin ver mi show.
Madonna.

## Versiones de otros artistas

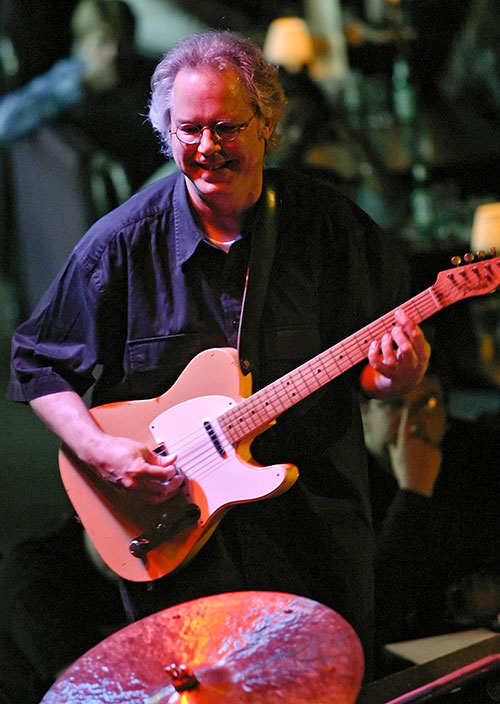
El guitarrista estadounidense Bill Frisell fue uno de los numerosos artistas que versionó «Live to Tell»

Desde su lanzamiento, múltiples artistas versionaron «Live to Tell», como el guitarrista estadounidense Bill Frisell, quien incluyó su versión en su cuarto álbum de estudio, Have a Little Faith (1992). En 1998, Blonde Ambition publicó un sencillo dance del tema con seis versiones diferentes de Hi-NRG. La cantante italiana Lucrezia realizó una versión dance uptempo de la canción que fue remezclada por David Morales; ocupó la segunda posición de la lista Dance/Club Play Songs y figuró en el álbum de varios artistas Logic Pride, Vol. 4 (2001). La cantante de jazz canadiense Carol Welsman la grabó para su álbum homónimo de 2007.
La banda de new wave Berlin interpretó «Live to Tell» para el álbum tributo de 1999 Virgin Voices: A Tribute to Madonna, Vol. 1.; en una entrevista con CNN, la vocalista de la banda, Terri Nunn, dijo que el homenaje era necesario, puesto que Madonna «influyó a mucha gente» y agregó que «Live to Tell» era la única canción de la artista que tocaría. Otros covers incluyen a Semi Moore en The Material Girl: A Tribute to Madonna (2000), una grabación instrumental que aparece en The String Quartet Tribute to Madonna (2002), una versión folk de Winter Flowers en el disco Through the Wilderness, de 2007, y una interpretación Hi-NRG de Melissa Totten para Forever Madonna (2008). En la serie de televisión policíaca-procesal estadounidense Cold Case, el tema apareció en el final del cuarto episodio de la primera temporada, «Churchgoing People».

## Lista de canciones y formatos
- 12"

| 12" |                                    |          |  |
| N.º | Título                             | Duración |  |
| 1.  | «Live to Tell» (versión del álbum) | 5:49     |  |
| 2.  | «Live to Tell» (versión editada)   | 4:37     |  |
| 3.  | «Live to Tell» (instrumental)      | 5:49     |  |

- Maxi sencillo

| Maxisencillo de 12" |                                    |          |  |
| N.º                 | Título                             | Duración |  |
| 1.                  | «Live to Tell» (versión del álbum) | 5:49     |  |
| 2.                  | «Live to Tell» (versión editada)   | 4:37     |  |
| 3.                  | «Live to Tell» (instrumental)      | 5:49     |  |

- 7"

| 7". |                                  |          |  |
| N.º | Título                           | Duración |  |
| 1.  | «Live to Tell» (versión editada) | 4:37     |  |
| 2.  | «Live to Tell» (instrumental)    | 5:49     |  |

- Casete

| Casete (Lado A y lado B) |                                    |          |  |
| N.º                      | Título                             | Duración |  |
| 1.                       | «Live to Tell» (versión del álbum) | 5:49     |  |
| 2.                       | «Live to Tell» (versión editada)   | 4:37     |  |
| 3.                       | «Live to Tell» (instrumental)      | 5:49     |  |
| 4.                       | «Live to Tell» (versión del álbum) | 5:49     |  |
| 5.                       | «Live to Tell» (versión editada)   | 4:37     |  |
| 6.                       | «Live to Tell» (instrumental)      | 5:49     |  |

- Sencillo en CD

| CD (1995) |                                    |          |  |
| N.º       | Título                             | Duración |  |
| 1.        | «Live to Tell» (versión del álbum) | 5:49     |  |
| 2.        | «Live to Tell» (versión editada)   | 4:37     |  |
| 3.        | «Live to Tell» (instrumental)      | 5:49     |  |

## Posicionamiento en listas
| País (Lista 1986)                   | Mejor posición |
| ----------------------------------- | -------------- |
| Alemania                            | 12             |
| Australia                           | 7              |
| Bélgica (Flandes)                   | 4              |
| Bélgica (Valonia)                   | 3              |
| Canadá                              | 1              |
| Estados Unidos (Adult Contemporary) | 1              |
| Estados Unidos (Billboard Hot 100)  | 1              |
| Francia                             | 6              |
| Irlanda                             | 2              |
| Italia                              | 1              |
| Noruega                             | 2              |
| Nueva Zelanda                       | 6              |
| Países Bajos                        | 3              |
| Reino Unido                         | 2              |
| Suecia                              | 11             |
| Suiza                               | 4              |
| Unión Europea                       | 1              |

| País (Lista 1986)                   | Posición |
| ----------------------------------- | -------- |
| Canadá                              | 2        |
| Estados Unidos (Adult Contemporary) | 12       |
| Estados Unidos (Billboard Hot 100)  | 35       |
| Italia                              | 5        |
| Países Bajos                        | 22       |
| Suiza                               | 11       |

## Certificaciones
| País (organismo certificador) | Certificación | Ventas certificadas | Ventas totales |
| ----------------------------- | ------------- | ------------------- | -------------- |
| Francia (SNEP)                | Plata         | 250 000             | 241 000        |
| Reino Unido (BPI)             | Plata         | 200 000             | 280 000        |

## Premios y nominaciones
| Año  | Ceremonia de premiación                | Categoría                                             | Resultado | Ref.    |
| ---- | -------------------------------------- | ----------------------------------------------------- | --------- | ------- |
| 1987 | American Music Awards                  | Sencillo pop/rock favorito                            | Nominado  | [ 160 ] |
| 1987 | ASCAP Film and Television Music Awards | Canción más interpretada en película (At Close Range) | Ganadora  | [ 161 ] |
| 1988 | BMI Pop Awards                         | Canción más interpretada                              | Ganadora  | [ 162 ] |

## Créditos y personal
Producción
- Composición: Madonna y Patrick Leonard.
- Producción: Madonna y Patrick Leonard.
- Ingeniería: Michael Verick y Dan Nebenzal (asistente).
- Programación: Patrick Leonard.
- Mezcla: Michael Verick (Master Control, Burbank, Los Ángeles, California).
- Administración: Freddy DeMann y Weisner-DeMann Entertainment.

Instrumentación
- Voz: Madonna.
- Guitarras: Bruce Gaitsch.
- Teclado: Patrick Leonard.
- Tambores: Johnathan Moffett.

Otros
- Fotografía: Herb Ritts.
- Diseño: Jeri McManus.
- Compañía discográfica: Sire Records Company.
- Distribución: Warner Bros. Music Ltd.

Fuentes: notas del álbum True Blue.